# Altun (Münze)

Altun – Sultan Mehmed II., 1481

Altun (osmanisch التون ‚Gold‘), auch Sultani oder Aschrafi ist die Bezeichnung für eine Goldmünze des Osmanischen Reichs, die erstmals unter Sultan Mehmed II. 1454 nach der Eroberung von Byzanz ausgegeben wurde. Die Münze ist mit einem Gewicht von ca. 3,44 g an der venezianischen Zecchine orientiert. Sie trägt als Motiv auf der Vorderseite den Namen des Sultans sowie Jahr und Ort seines Regierungsantritts. Auf der Rückseite stehen die Titel des Sultans. Ab 1703 (unter Sultan Ahmed III.) wird der Name des Sultans in Tughra-Form (offizielle Unterschrift in verzierter arabischer Schrift) auf den Münzen geprägt. Die Münze bleibt über lange Zeit in ihrem Feingewicht stabil. Sie bekommt erst im 18. Jahrhundert mit dem 2,5 g schweren Zeri Mahbub einen Konkurrenten. Zu Beginn des 19. Jahrhunderts schwindet ihr Feingewicht und Wert immer mehr und sie wird schließlich endgültig vom Piaster abgelöst.